# Voodoo (entreprise)
Pour les articles homonymes, voir Voodoo.
 (mars 2025).
Voodoo est une entreprise française spécialisée dans le développement et l'édition d'applications et de jeux mobiles. Fondée à Paris en 2013, la société s'est fait connaître dans le domaine des jeux hypercasual (en) gratuits (des jeux très simples et en free-to-play) avant de s'étendre aux jeux casual et à d'autres types d'applications mobiles.

## Histoire
Voodoo est fondé en 2013 par Alexandre Yazdi et Laurent Ritter. Les fondateurs, amis du lycée, avaient précédemment fondé la société de services d’applications mobiles Studio Cadet en 2012, dans l’intention de devenir éditeur. Yazdi est directeur général de Voodoo, tandis que Gabriel Rivaud est vice-président des jeux. Selon Rivaud[Qui ?], la société était dans la tourmente pendant ses quatre premières années d’exploitation et a choisi de changer sa stratégie commerciale par la suite[réf. nécessaire].
En 2017, Voodoo quadruple ses effectifs, atteignant 80 employés. En mai 2018, la société bancaire américaine Goldman Sachs, au travers de son fonds West Street Capital Partners VII, investit US$200 million dans l'entreprise. Il s'agissait de la plus grande collecte de fonds dans le secteur technologique français depuis 2015[réf. nécessaire].
Yazdi et Ritter sont restés sous le contrôle de la société. À l’époque, Voodoo possédait, outre son siège à Paris, des bureaux à Montpellier et à Strasbourg. Un studio de développement est créé en décembre 2018 à Berlin, en Allemagne, sous la direction du directeur général Alexander Willink. Le studio a débuté avec une dizaine de personnes et souhaitait éventuellement atteindre 40 employés. Le studio de Berlin a par la suite embauché des employés clés des développeurs Blizzard Entertainment, King et Mamau.
Le 29 mai 2018, l'entreprise lève 200 millions de dollars
En août 2019, l'entreprise ouvre un bureau d'édition à Istanbul, en Turquie.
L'entreprise est passée du modèle de jeux « hypercasual (en) » au modèle « hybrid casual » en 2021, ce qui signifie que les jeux étaient désormais conçus en tenant compte de leur valeur à long terme[pas clair]..
Voodoo acquiert BidShake en juin 2021, une entreprise de Tel-Aviv qui développe une plateforme d'automatisation du marketing offrant de la publicité cross canal[Quoi ?] pour les jeux mobiles et les applications. En septembre 2021, Voodoo annonce l'acquisition de Beach Bum (he), un studio mobile israélien ayant 150 employés, pour un montant estimé entre 250 et 300 millions de dollars.

### Jeux
Le succès initial de Voodoo reposait sur des jeux « hypercasual » en free-to-play développés pour les systèmes d'exploitation mobiles Android et iOS. Parmi les jeux lancés par l'entreprise dans ce genre, on retrouve Helix Jump, Hole.io, et Paper.io. Les jeux de Voodoo avaient été téléchargés 5 milliards de fois en mai 2021.
Voodoo lance Mob Control (de type tower defense) en 2021. Voodoo publie Block Jam 3D, un jeu de puzzle basé sur l'association de blocs, en 2022.
Voodoo exploite Blitz, une plateforme mobile pour des jeux et des prix en argent. En développant le modèle de prototypage de ses développeurs internes, Voodoo commence la publication de jeux créés par des studios externes.

### Applications mobiles
Voodoo développe la plateforme de médias sociaux Wizz en 2020. L'entreprise a également acquis une plateforme de médias sociaux, WeMoms, en 2021.
En juin 2024, l'entreprise acquiert le réseau social BeReal, lancé en 2020, pour la somme de 500 millions d'euros. Selon un communiqué de l'entreprise : « Cette acquisition renforce la position mondiale de Voodoo tout en permettant à BeReal d'accélérer sa croissance ».

## Condamnation
Voodoo est condamné le 29 décembre 2022 par la Commission nationale de l'informatique et des libertés (CNIL) à une amende de 3 millions d'euros pour traçage des utilisateurs d'applications mobiles. L'éditeur de jeux mobiles utilisait l'identifiant technique des possesseurs d'Apple pour continuer de les pister même si ceux-ci avaient manifesté le choix de ne pas être suivis. Le Conseil d’État confirme en mai 2024 cette décision.

## Critique
Voodoo est critiqué pour la production de jeux copiant le concept des jeux indépendants. Parmi ces jeux, citons Infinite Golf (copié de Desert Golfing (en)), Twisty Road (de Impossible Road (en)), The Fish Master (de Ridiculous Fishing), Flappy Dunk! (de Flappy Bird), Rolly Vortex (de Rolling Sky), The Cube (de Curiosity : Qu'y a-t-il à l'intérieur du cube?) et Hole.io (de Donut County),,. Dans le cas de Hole.io, le jeu a copié le gameplay principal de Donut County, dans lequel le joueur contrôle un trou creusé dans le sol se nourrissant des objets dans l'environnement, grossissant progressivement, et ainsi pouvant consommer des objets encore plus volumineux. Ben Esposito avait travaillé sur Donut County depuis plus de cinq ans, lorsque Hole.io a été publié à la mi-2018, avant même la sortie de Donut County. Dans une réponse à une demande de renseignements de Variety, Voodoo a déclaré que Hole.io n'était pas un clone de Donut County, même si les deux faisaient partie du même sous-genre de jeux.